# Farolete Comandante Ferraz
O Farolete Comandante Ferraz  também nomeado como Farolete Ferraz e Farol da Enseada Martel é um sinal luminoso brasileiro localizado na enseada Martel, baía do Almirantado, na ilha do Rei George, arquipélado das Shetland do Sul, Antártica. A sua instalação foi realizada entre 2 e 13 de dezembro de 1984, por uma equipe do Navio de Apoio Oceanográfico NApOc Barão de Teffé (H-42).

## Características

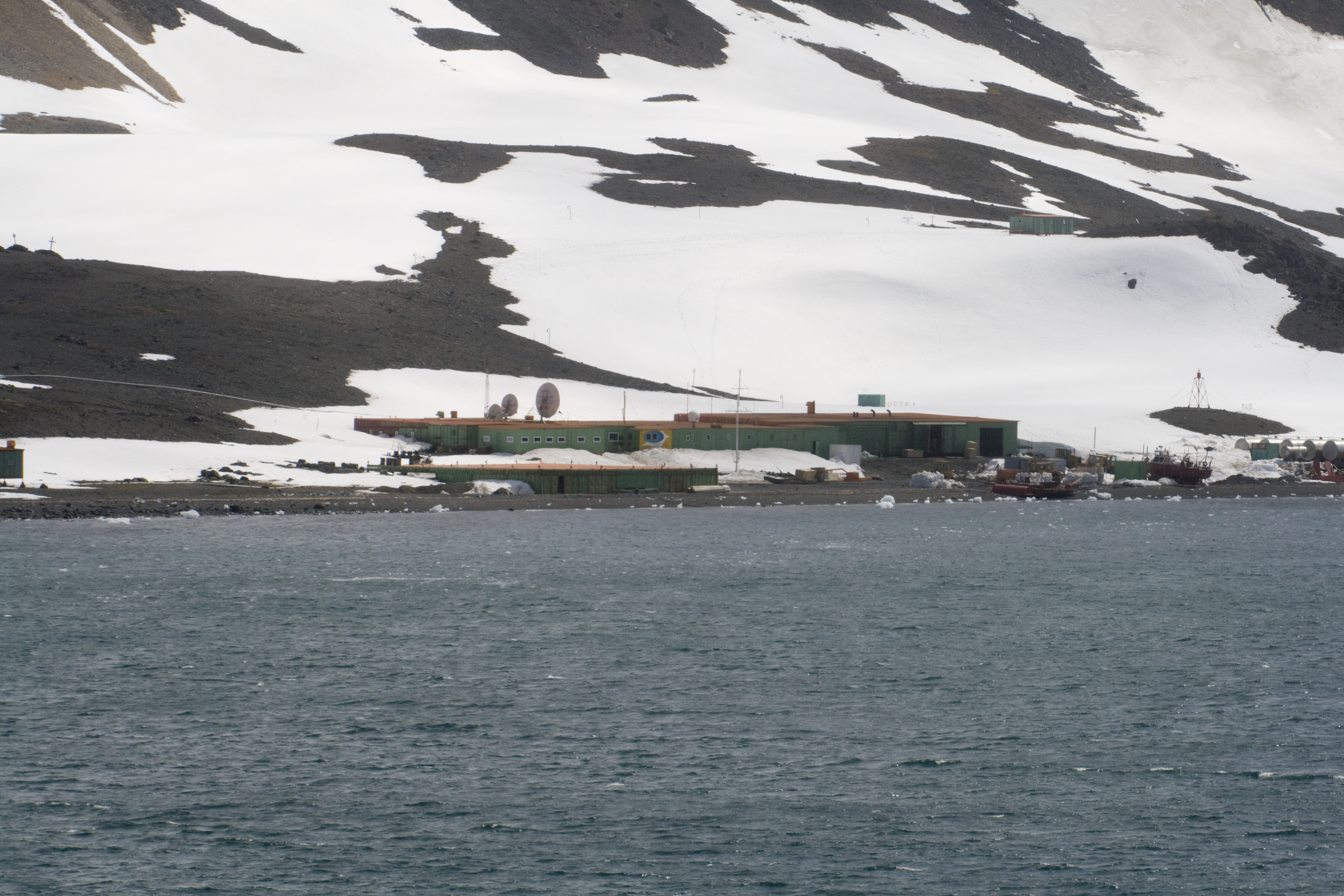
Estação Antártica Comandante Ferraz.

É constituído por uma torre de estrutura metálica em treliça, pintada de branco com uma faixa vermelha, com 4 metros (13 pés) de altura.
Trata-se do sinal luminoso mais austral mantido pelo Centro de Sinalização Náutica Almirante Moraes Rego (CAMR), da Marinha do Brasil.
A sua função é a de contribuir para a navegação, fundeio e manutenção de posição dos navios que demandem aquela enseada, no continente antártico.
Em 2007, entre 12 de fevereiro a 8 de março, no âmbito da Operação Antártica III uma equipe do CAMR apoiada pela SECIRM, AMRJ, NApOc Ary Rongel (H-44) e Estação Antártica Comandante Ferraz, realizou a substituição do Farolete Comandante Ferraz, após mais de 20 anos de desgaste da estrutura anterior.
Em outubro de 2014 como uma das etapas da Operação Antártica XXXIII, o farolete passou por processo de restauração dos componentes elétricos e de iluminação, sendo repintado.